# Dreikirchenbasilika

Sioni-Kirche in Dmanissi, 6./7. Jahrhundert, von Nordosten

Die Dreikirchenbasilika (georgisch სამეკლესიანი ბაზილიკა, samek’lesiani basilik’a) ist eine besondere Bauform einer dreischiffigen Basilika, bei der die drei nebeneinanderliegenden Schiffe durch raumhohe Wände getrennt und untereinander nur durch Türen zugänglich sind. An der Ostseite enden die schmalen Seitenschiffe an kleinen Altarapsiden. Häufig sind sie durch einen Umgang entlang der Westwand verbunden. Diese vermutlich aus liturgischen Gründen eingeführte Raumanordnung bildete sich Mitte des 6. Jahrhunderts in Georgien heraus und war bis Anfang 11. Jahrhundert besonders in der ostgeorgischen Region Kachetien verbreitet. 

## Herkunft und Funktion
Dreikirchenbasiliken sind charakteristisch für Klosterkirchen im mittelalterlichen Georgien, sie kommen außerhalb des Landes nicht vor, auch nicht in der in vielen Aspekten verwandten armenischen Kirchenbaukunst. Die frühesten bekannten Kirchenbauten in Georgien, die noch keine besonderen Merkmale besaßen, entstanden im 4. Jahrhundert. Für die spätere Entwicklung bedeutend war die laut Inschrift 478–493 erbaute Sioni-Kirche von Bolnissi, eine dreischiffige Basilika mit Tonnengewölben. Ihr folgte im 5. und 6. Jahrhundert die klassische Phase der georgischen Kirchenarchitektur. Sie wurde wesentlich von Einflüssen aus Syrien beeinflusst. Möglicherweise hing dies mit der Glaubenstradition der „Dreizehn Syrischen Väter“ zusammen, georgischen Mönchen, die Ende des 6. Jahrhunderts das Kloster des Symeon Stylites des Jüngeren oder ihr Kloster in Jerusalem verließen und nach Georgien zurückkehrten. Zu dieser Zeit zwang auch der wirtschaftliche Niedergang der christlichen Siedlungen in den Toten Städten deren Einwohner zur allmählichen Auswanderung. Die Tradition der georgisch-orthodoxen Kirche ist eng mit dem Mönchtum verbunden.
Parallel zu den frühen Saalkirchen und Basiliken entstanden bis zum 6. Jahrhundert gänzlich andere Bauformen wie Rundkirchen und Vierkonchenbauten (beispielsweise Schiomghwime, benannt nach Schio, einem der „Dreizehn Syrischen Väter“). Im 6. Jahrhundert begannen überkuppelte Zentralbauten sich allmählich zur dominierenden Architekturform zu entwickeln, an der Erlöserkirche von Zromi aus dem Anfang des 7. Jahrhunderts wird erstmals eine Kuppel von vier freistehenden Pfeilern getragen. In Kombination mit dem basilikalen Grundplan entstanden von einem Tambour mit Kuppel über der zentralen Vierung überhöhte Baukörper, die nach Westen um ein Kirchenschiff verlängert wurden. Im 7. Jahrhundert erreichten die Dreikirchenbasiliken eine klare Ausformung. Ihr zeitlicher Schwerpunkt lag im 9. und 10. Jahrhundert und mit der ersten Hälfte des 11. Jahrhunderts endete ihre Zeit.
Obwohl die muslimischen Araber Mitte des 7. Jahrhunderts in Georgien eindrangen und ein Jahrhundert später das Emirat von Tiflis errichten, wirkte sich deren Einfluss kaum auf die christliche Kultur der Bevölkerung aus, die sich abgesehen von ökonomischen Einschränkungen relativ ungestört entfalten konnte. Ebenso wenig wurde die Verehrung von Ikonen durch den byzantinischen Bilderstreit des 8. und 9. Jahrhunderts unterbrochen.
Die Gründe für den Bau von Dreikirchenbasiliken sind weitgehend unbekannt. Da sie fast nur bei Klosterkirchen vorkommen, wird ein Zusammenhang mit der Liturgie der Mönche vermutet. Vielleicht waren getrennte Andachten zur selben Zeit erforderlich, wobei die seitlichen Altarräume bei Ritualen nur von wenigen Gläubigen zu benutzen waren. Der westliche Umgang spricht für einen Andachtsweg und einen Prozessionsgottesdienst, bei dem die Teilnehmer an mehreren Orten Station machten. Ernst Badstübner zieht einen Vergleich zu den Gangkrypten in Westeuropa, etwa in der Einhardsbasilika aus dem 9. Jahrhundert, wo ein Grab oder Reliquien verehrt wurden.

## Entwicklung der Bauform

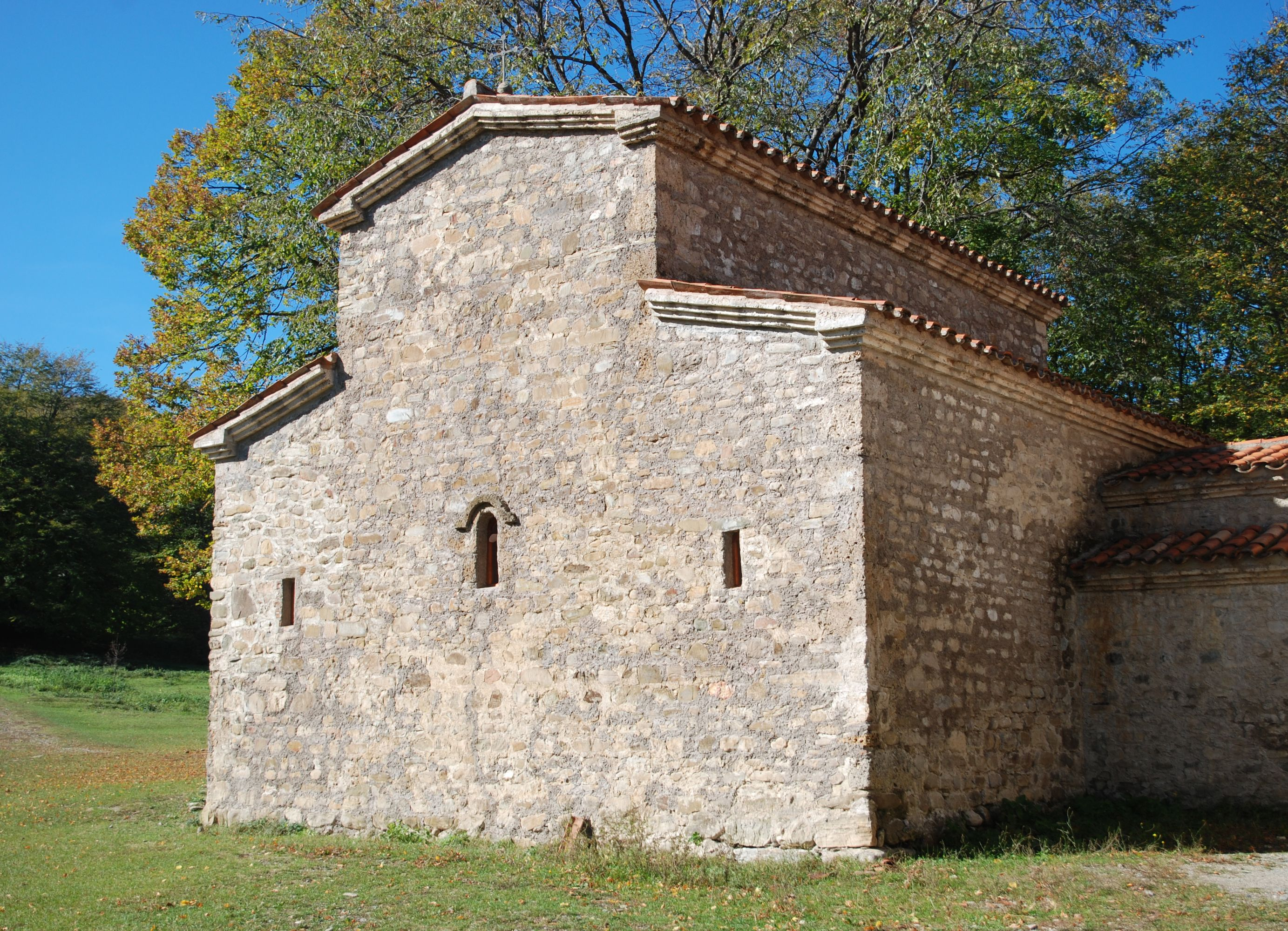
Dsweli Schuamta, Dreikirchenbasilika aus dem 7. Jahrhundert, von Nordosten

Bei einer dreischiffigen Basilika ruht die Dachkonstruktion des Kirchenschiffs auf den Längswänden und zwei Arkadenreihen. An deren Stelle treten bei der Dreikirchenbasilika geschlossene Zwischenwände, sodass üblicherweise neben dem breiten Mittelschiff schmale Nebenräume entstehen, die in vielen Fällen durch einen Umgang entlang der Westwand miteinander verbunden sind und im Osten über eigene kleine Apsiden verfügen. Der zentrale Kuppelraum wird somit von drei Seiten eingerahmt. Jeweils eine Tür in der Zwischenwand ermöglicht einen direkten Durchgang. Die niedrigeren Seitenräume zeichnen sich an der Außenseite durch gestaffelte Dächer ab.

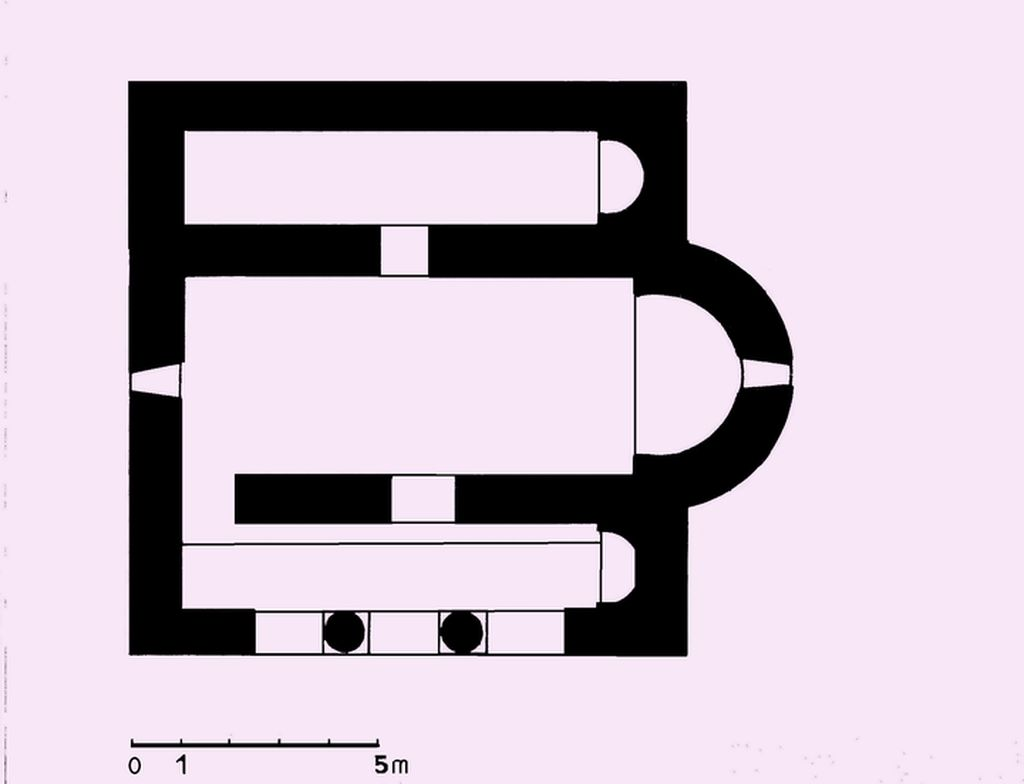
Kwemo Bolnissi, 6. Jahrhundert. Einfachster Grundplan ohne westlichen Umgang

Ein Beispiel für eine der ältesten Dreikirchenbasiliken aus dem 6. Jahrhundert steht im Dorf Kwemo Bolnissi (6 Kilometer von Bolnissi). Bei dieser Grundform ragt aus dem etwa quadratischen Bau im Osten eine halbrunde Apsis heraus. Das mittlere Tonnengewölbe ist annähernd doppelt so hoch wie die beiden seitlichen. Der Zugang erfolgt – wie bei frühen syrischen Kirchen üblich – nur von Süden in einen gangartig schmalen Raum, von dem zwei Türen ins Mittelschiff und von dort eine in den nördlichen Seitenraum führen. Die Symmetrie des Gebäudes hat nicht nur eine kultische, sondern auch eine statische Bedeutung, um die Schubkräfte des mittleren Tonnengewölbes aufzufangen.
Parallele Tonnenräume sind keine georgische Neuerung, vergleichbare oder vorbildhafte Gebäude lassen sich im syrisch-mesopotamischen Raum finden. In Seleukia-Ktesiphon wurde eine um 600 erbaute Kirche mit einem tonnenüberwölbten Hauptraum ausgegraben, an dessen Ostseite sich innerhalb des rechteckigen Grundrisses drei, nicht miteinander verbundene Räume ebenfalls mit Tonnengewölbe anschlossen.
Die Friedhofskirche des unternubischen Ortes ar-Ramal bestand in ihrer ersten Bauphase Ende 6. oder 7. Jahrhundert aus drei nebeneinanderliegenden Räumen, die durch nahezu geschlossene Wände an der Stelle der üblichen Pfeilerreihen getrennt waren. Später wurde das aus Feldsteinen und Lehmziegeln errichtete Gebäude um einen weiteren Apsisraum verbreitert und zu einer Doppelkirche mit zwei Mittelschiffen ausgebaut. Ähnlich stark durch eine Trennwand abgeteilt war die Doppelkirche in Tamit, die in das 11. Jahrhundert datiert wird. Der Bedarf für mehrere Altäre wird für Nubien mit der Vorschrift Gregor von Nyssas im 4. Jahrhundert begründet, wonach die Liturgie nicht öfters als einmal pro Tag am selben Altar durchgeführt werden solle.

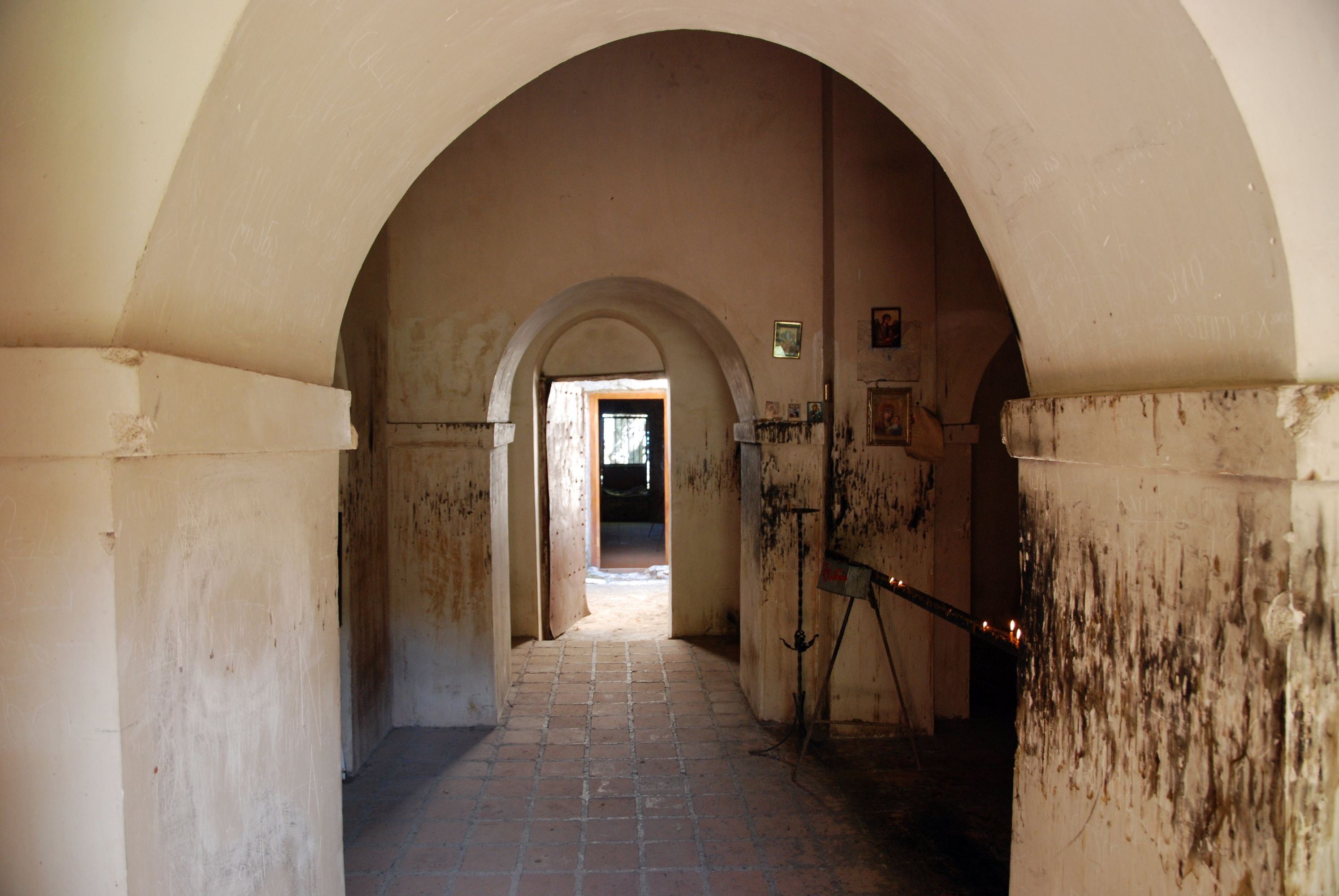
Dsweli Schuamta, vom Eingang der Basilika an der Südwand. Rechts der breite mittlere Altarraum, vor und hinter den Durchgängen liegen rechts die schmalen Seitenräume.

Die Dreikirchenbasilika des ehemaligen Klosters Nekressi in Kachetien aus dem 7. Jahrhundert verkörpert eine gegenüber Kwemo Bolnissi entwickeltere klassische Raumaufteilung. Die beiden, durch einen westlichen Umgang verbundenen Seitenschiffe werden nur bis knapp über die Hälfte der Gesamtlänge des Gebäudes geführt und enden mit ihren Apsiden vor relativ großen, rechteckigen Altarnebenräumen (Pastophorien). Bei der im Grundplan nahezu gleichen, um 600 erbauten Klosterkirche von Segani (Zegani) besitzt der westliche Umgang ein Obergeschoss, das sich mit breiten Arkadenbögen zum Mittelschiff öffnet.

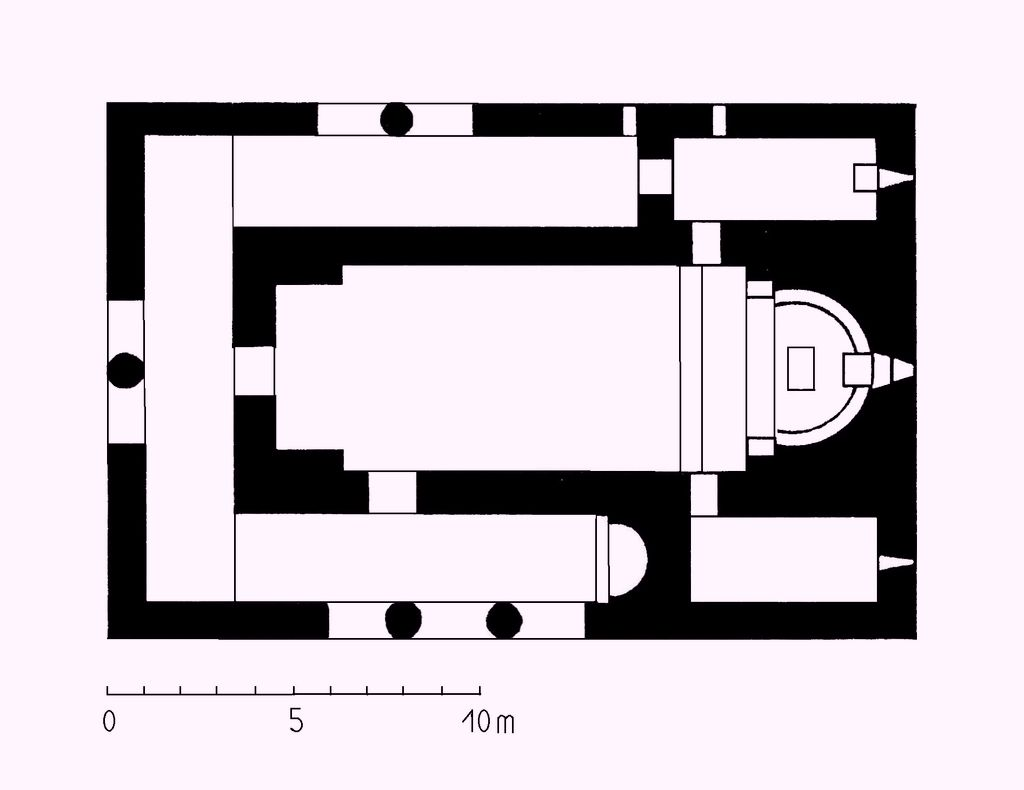
Basilika von Segani, 6. Jahrhundert. Klassischer Bautyp mit Umgang

Im Unterschied dazu erstrecken sich die schlauchartigen Seitenräume der Basilika von Dsweli Schuamta über die gesamte Länge. Die Basilika aus dem 7. Jahrhundert ist an der Nordseite direkt mit einem als Vierkonchenanlage ausgeführten Zentralbau verbunden, den der Besucher nach dem Durchqueren der Basilika erreicht.
Weitere Dreikirchenbasiliken aus dem 6./7. Jahrhundert sind Dmanissi, Sabue, Saguramo, Tscheremi, Wanati und aus dem 8. Jahrhundert Ambara. Die 906 datierte Kirche von Eredwi, einem Dorf in Südossetien, besitzt außer dem üblichen Umgang im Westen einen weiteren, für Georgien einzigartigen Umgang hinter der Altarapsis im Osten.
Eine spätere Dreikirchenbasilika mit einer hohen Tambourkuppel und einem komplizierten Grund- und Aufriss ist die Gottesmutterkirche des Allerheiligenklosters von Watschnadsiani aus dem 9. Jahrhundert. Abgesehen von einem stark verkürzten nördlichen Seitenschiff entspricht das Erdgeschoss dem üblichen Muster der Region, während die Empore über beiden Schiffen und über dem Umgang im Westen Rundbogenfenster zum Mittelschiff besitzt. Hier sind Verbindungen zur städtischen byzantinischen Baukunst feststellbar, die von der Hagia Sophia ausstrahlte. Die Allerheiligenkirche von Gurdschaani aus dem 8. Jahrhundert gehörte nicht zu einem Kloster, sondern war als Herrscherkirche konzipiert. Das Obergeschoss des zweigeschossigen Gebäudes mit dem Grundplan einer Dreikirchenbasilika besitzt am westlichen Umgang Doppelarkaden, hinter denen der vom Volk im Erdgeschoss getrennte Fürst am Gottesdienst teilnahm. 
Von den ländlichen ostgeorgischen Dreikirchenbasiliken lässt sich im Sinne einer funktionellen Übernahme für den mönchischen Ritus eine Verbindung zum Presbyterium der burgundischen Abteikirche Abtei Cluny herstellen. Deren erster Kirchenbau (Cluny A) bei der Gründung des Klosters im Jahr 910 wurde als rechteckiger Mittelsaal mit seitlichen, durch Zwischenwände abgetrennten Gängen rekonstruiert. Über dieser dreiteiligen Kirche entstand das dreischiffige Presbyterium bei der Erweiterung zu Cluny II von 981. Cluny II war wiederum der Ausgangspunkt für eine Reihe dreischiffiger Chöre im mittelalterlichen Westeuropa.